# 半合成
半合成（はんごうせい、英: semisynthesis）あるいは部分化学合成（英: partial chemical synthesis）は、天然資源（例えば植物材料、微生物あるいは細胞培養物）から単離された化合物を出発物質として使用する化学合成の一種である。これらの天然生体分子は通常、大きく複雑な分子である。これは、大きな分子を小さく安価なビルディングブロック（大抵の場合石油化学製品）の段階的な組み合わせにより合成する全合成とは反対である。
半合成は大抵、前駆体分子が構造的に複雑過ぎる、高価過ぎる、全合成によって生産するのが非効率過ぎる時に使われる。また、半合成誘導体が元々の生体分子を活性、安定性、安全性に関して上回ることも有り得る。
天然資源由来の医薬品は大抵、天然資源の採取か半合成的手法によって生産される。一つの例は麦角菌培養液から単離されるエルゴタミンからのLSDの半合成である。パクリタキセルの商業的生産もまた半合成に基づいている（タキソール全合成を参照）。抗マラリア薬であるアルテムエーテル（Coartemの成分）は天然に存在するアルテミシニンの半合成誘導体である。後者はラクトン基の存在のため不安定であり、ゆえにこのラクトン基はボロヒドリドによる還元およびメトキシ化によってアセタールに置換されている。